# فرودگاه جزیره فرگات
فرودگاه جزیره فرگات (به انگلیسی: Frégate Island Airport) یک فرودگاه خصوصی با کد یاتا FRK است که یک باند فرود چمن دارد و طول باند آن ۵۰۰ متر است. این فرودگاه در کشور سیشل قرار دارد و در ارتفاع ۳ متری از سطح دریا واقع شده‌است.